# 湯江駅
湯江駅（ゆええき）は、長崎県諫早市高来町三部壱にある、九州旅客鉄道（JR九州）長崎本線の駅である。長崎方面からの普通列車は一部が当駅で折返し、鳥栖方面は上下9本（うち2本は小長井駅までの運行であり、佐賀県との県境を越えるのは上下7本のみ）のみの運行となる。このため、5時間以上運転されない時間帯がある。
旧・高来町の代表駅である。

## 歴史
- 1934年（昭和9年）3月24日：鉄道省の駅として開設[2]。先に島原鉄道に同名駅があったが、鉄道省が島鉄湯江駅と改称させた[3]。
- 1972年（昭和47年）2月10日：貨物取扱廃止[2]。
- 1984年（昭和59年）2月1日：荷物扱い廃止[2]
- 1985年（昭和60年）1月20日：無人駅化[4]。
- 1987年（昭和62年）4月1日：国鉄分割民営化によりJR九州に移管[2]。
- 1992年（平成4年） 7月15日：この日以降、特急「かもめ」は全列車通過となる。
- 2007年（平成18年）7月1日：臨時特急「かもめ70周年記念号」上り列車が当駅に停車。
- 2022年（令和4年）9月23日：当駅を含め、肥前浜駅 - 長崎駅間が非電化となる。

## 駅構造
駅舎に接して単式ホーム1面1線と島式ホーム1面2線、合計2面3線を有する地上駅。ホームは跨線橋で連絡している。1線スルーでは無い。
駅舎は国道側では無く北側にある。以前は事務室部分にヤマト運輸の営業所が入っており、過去には乗車券の販売を行っていたこともある（現在は近隣に移転）。無人駅であるが、自動券売機が設置されている。
かつては特急「かもめ」の一部など優等列車も停車していた。

### のりば
| のりば | 路線      | 方向 | 行先           | 備考                    |
| ------ | --------- | ---- | -------------- | ----------------------- |
| 1      | ■長崎本線 | 上り | 江北方面       | 一部は3番のりばから発車 |
| 2・3   | ■長崎本線 | 下り | 諫早・長崎方面 |                         |

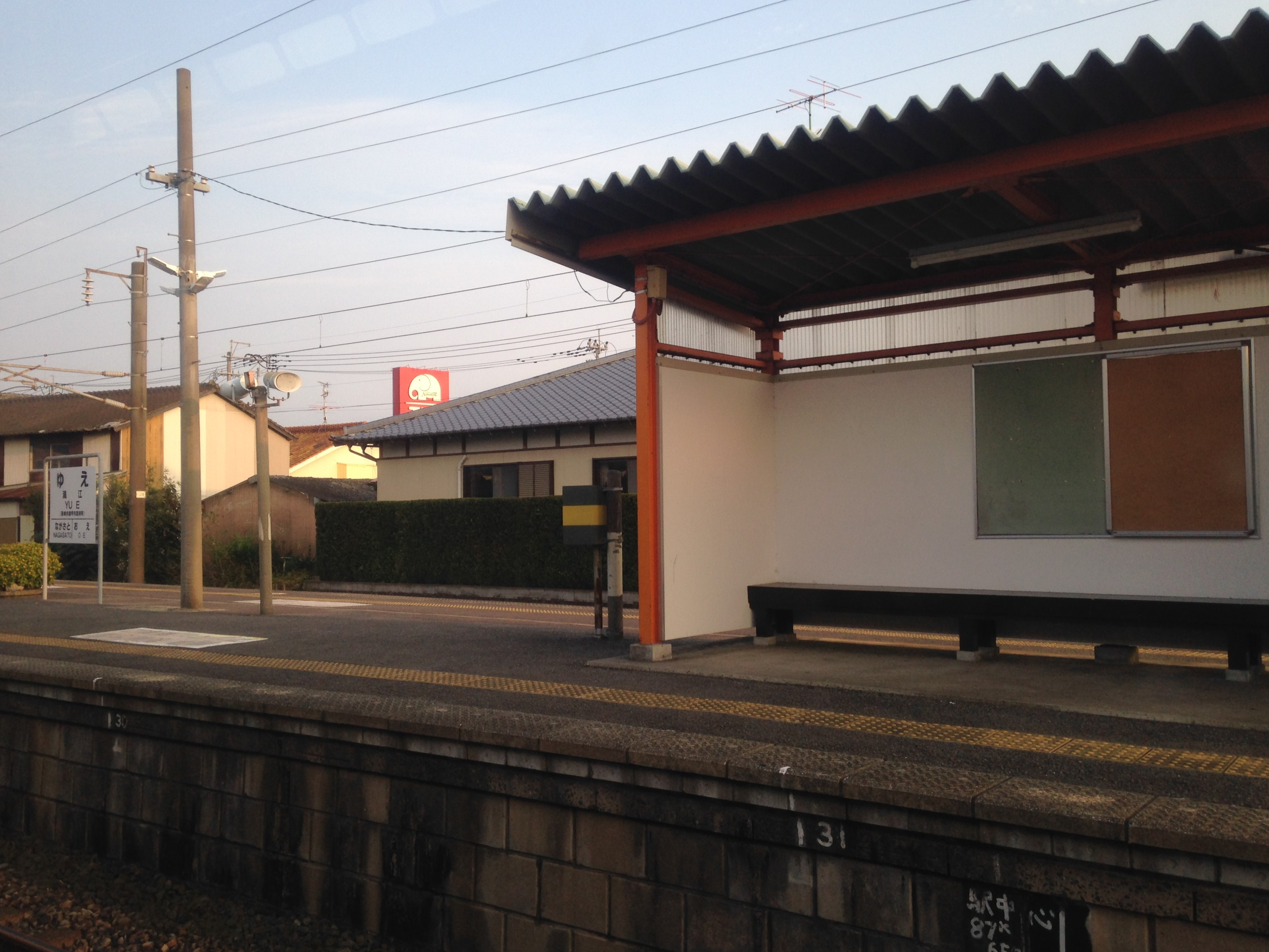
ホーム（2015年9月）

## 利用状況
- 2016年度の1日平均乗車人員は236人である[6]。
- 2017年度分から非公表。

| 乗車人員推移 | 乗車人員推移 |
| 年度         | 1日平均人数  |
| ------------ | ------------ |
| 2000         | 331          |
| 2001         | 314          |
| 2002         | 304          |
| 2003         | 296          |
| 2004         | 309          |
| 2005         | 306          |
| 2006         | 288          |
| 2007         | 292          |
| 2008         | 302          |
| 2009         | 295          |
| 2010         | 293          |
| 2011         | 298          |
| 2012         | 276          |
| 2013         | 258          |
| 2014         | 253          |
| 2015         | 258          |
| 2016         | 236          |

## 駅周辺
- 諫早市役所高来支所
- 諫早エキマエタクシー湯江営業所
- セブン-イレブン高来湯江店
- エレナ・ダイソー高来店
- ヤマト運輸諫早湯江営業所 - 以前は当駅の事務室に営業所があった（前述）。
- たちばな信用金庫 高来支店
- 長崎市交通局（県営バス）「湯江駅前」停留場（諫早営業所⇔諫早駅前 - 湯江駅前 - 小長井駅前 - 県界 ほか）
- 多良海道

## 隣の駅
九州旅客鉄道（JR九州）
■長崎本線
長里駅 - 湯江駅 - 小江駅